# A Toda Cuba Le Gusta
A Toda Cuba Le Gusta est un album de musique cubaine enregistré en mars 1996 à La Havane par le groupe cubain Afro-Cuban All Stars.

## Historique

### Enregistrement et production
L'album A Toda Cuba Le Gusta est enregistré en mars 1996 aux studios Egrem à La Havane à Cuba par le groupe cubain Afro-Cuban All Stars,.
Il est coproduit par Nick Gold, fondateur et directeur du label World Circuit Records et par le producteur et arrangeur Juan de Marcos González.
L'album est enregistré par Jerry Boys et mixé par ce dernier en 1997 aux studios Livingstone à Londres au Royaume-Uni,.

### Publication
L'album sort en disque vinyle et en disque compact le 9 avril 1997 sous la référence WCD047 sur le label britannique World Circuit Records fondé par Nick Gold, et sur plusieurs autres labels comme Nonesuch et Columbia House.
La notice de l'album (liner notes) est de la main du coproducteur et arrangeur Juan de Marcos González, la photographie est l'œuvre de Cristina Piza  et le design de la pochette est conçu par Kathryn Samson.

### Réédition
L'album est réédité en disque vinyle et en disque compact en 2018 sous les références WCV047 .

## Accueil critique
Le site AllMusic attribue 4 étoiles à l'album A Toda Cuba Le Gusta.
Le critique Daniel Gioffre d'AllMusic y voit « un disque vivant et spontané qui parvient à sonner à la fois détendu et énergique. ». Pour lui « A Toda Cuba Le Gusta montre les talents de nombreux anciens du jazz afro-cubain ».

## Liste des morceaux
L'album comprend les dix morceaux suivants, :
| 1.    | Amor Verdadero         | Cheo Marquetti                             | 6:38 |
| 2.    | Alto Songo             | Luis Martinez                              | 6:46 |
| 3.    | Habana Del Este        | Juan de Marcos González                    | 6:39 |
| 4.    | A Toda Cuba Le Gusta   | Remberto Becquer / Juan de Marcos González | 5:48 |
| 5.    | Fiesta De La Rumba     | traditionnel                               | 5:53 |
| 6.    | Los Sitio' Asere       |                                            | 5:20 |
| 7.    | Pío Mentiroso          | Miguel Ojeda                               | 4:37 |
| 8.    | María Caracoles        | Pío Leyva                                  | 4:48 |
| 9.    | Clasiqueando Con Rubén | Juan de Marcos González                    | 5:12 |
| 10.   | Elube Changó           | Alberto Rivero                             | 4:03 |
| 55:43 |                        |                                            |      |

## Musiciens
- Rubén González : piano
- Orlando 'Cachaíto' López : contrebasse
- Manuel 'Guajiro' Mirabal : trompette
- Amadito Valdés : maracas
- Barbarito Torres : laùd (sur Amor Verdadero)
- Ry Cooder : slide guitar (sur Alto Songo)
- Carlos Puisseaux : güiro
- Javier Zalba : saxophone baryton, flûte
- Miguel "Angá" Díaz : congas
- Carlos González : bongos
- Julienne Oviedo Sanchez : timbales
- trombone : Carlos "El Afrokán" Alvarez, Demetrio Muñiz
- Daniel Ramos : trompette
- Luis Alemañy : trompette
- chant : José Antonio "Maceo" Rodríguez, Manuel Licea, Pío Leyva, Raúl Planas, Félix Valoy, Ibrahim Ferrer, Juan de Marcos González
- chœurs : Amadito Valdés, Juan de Marcos González, Luis Barzaga